# Warassa
Pour plus de détails, voir Fiche technique et Distribution.
Warassa (littéralement « héritage ») est un long métrage tchadien écrit et réalisé par Aaron Padacké Zegoubé et présenté en compétition au Festival panafricain du cinéma et de la télévision de Ouagadougou en 2025,,,,.

## Synopsis
Au Tchad, en 2021, pendant que le pays traverse une transition politique, Saboura a 18 ans est la sœur aînée et la sœur cadette Mandouh, 14 ans, et héritière de son père militaire, lutte contre l'influence de son oncle paternel Yerima mari de deux femmes qui s'appuient sur les arguments traditionnels et veut déposer sa nièce de cet héritage. L’affaire tourne au drame dans une société tchadienne en proie entre le traditionnel et le moderne, face à une justice moderne lente, la justice populaire s’en mêle.

## Fiche technique
- Titre français : Warassa
- Réalisation : Aaron Padacké Zegoubé
- Scénario : Aaron Padacké Zegoubé, Léandre-Alain Baker
- Production : Tchad
- Pays d'origine :
- Date de sortie : 2025